# Antoni Miralda
Antoni Miralda (Tarrasa, Barcelona; 1942) es un artista multidisciplinar español. Desde la década de 1960, su trabajo ha desarrollado el objeto, el ceremonial, las intervenciones en el espacio público, la comida y el concepto Food Cultura.

## Biografía
Miralda nació en Tarrasa, provincia de Barcelona, en 1942, donde creció en el ambiente de una ciudad industrial textil. Después del servicio militar, se trasladó a París en 1962, donde empezó su trayectoria artística para la revista ELLE y la creación de objetos y obras de arte comestible. Sus ensamblajes antimilitaristas conocidos como Soldats Soldés (acumulación de soldados de plástico) se convirtieron en obras de gran escala, mientras que las cenas y los eventos privados se transformaron en banquetes y ceremoniales públicos al involucrar comida, ritual, color y simbolismo. 
En 1971 se trasladó a Nueva York, y desde entonces ha vivido y trabajado en los Estados Unidos y Europa incidiendo en el espacio público y participativo. Sus proyectos se originan de la investigación y se desarrollan a lo largo de extensos periodos de tiempo y requieren la asistencia de un grupo numeroso de colaboradores, así como la cooperación del propio espectador. En 1972, junto con la artista Dorothée Selz, desarrolla la serie de Cakes, objetos arquitectónicos comestibles, e intervenciones y banquetes Miralda-Selz Traiteurs Coloristes. En el 1974, realiza Movable Feast, una carroza/banquete ambulante con platos e ingredientes procedentes de los diferentes vecinos, colmados y restaurantes de la Ninth Avenue de New York. De 1984 a 1989, la exposición Santa Comida se presenta en Nueva York, Miami, Barcelona y París; del Museo del Barrio a Magiciens de la Terre.
El 1984 Miralda y la cocinera Montse Guillén, crean el reconocido restaurante El Internacional Tapas Bar & Restaurant en el barrio de TriBeCa de New York. En 1990, Miralda presenta en el Pabellón de España de la Bienal de Venecia el ajuar y las amonestaciones de Honeymoon Project, 1986-1992, un proyecto 'multi-site' e internacional basado en el ritual del matrimonio entre el Monumento a Colón (Barcelona) y la Estatua de la Libertad (Nueva York). En el 2000, es nombrado director del Food Pavilion de la EXPO 2000 en Hannover (Alemania) a través del cual explora y desarrolla con Montse Guillén el concepto Food Cultura  , que posteriormente se definirá en otras acciones y proyectos como Sabores y Lenguas (diversas ciudades de Latinoamérica, Europa y Oriente), Oda a la Papa (Lima), Digestible News (Miami, Marsella) o Power Food que proponen reflexionar en torno el poder y la energía de la comida, la memoria culinaria y la riqueza gastro-cultural de diversas ciudades latinoamericanas y europeas.
En 2010, con el título de De gustibus non disputandum, se presentó en Madrid una extensa exposición retrospectiva del artista, organizada por el Museo Reina Sofía de dicha ciudad, en el Palacio de Velázquez. En la hoja de sala de la exposición se afirma: «Su obra, anclada en un contexto social y político a modo de trabajo de observación "sobre el terreno" que roza la etnología, es testimonio y herramienta a un tiempo de la deconstrucción de prejuicios y esquemas formales preexistentes. Las actividades de Miralda, uno de los primeros artistas en huir del espacio del estudio y del museo, se desarrollan en la calle y en espacios ajenos al "circuito del arte". Las obras aquí expuestas deben leerse como puntos de referencia que jalonan un recorrido que explora los temas más complejos y vitales de nuestra sociedad para codificarlos en una iconografía singular, a veces a escala colosal, al encuentro de un lenguaje vibrante y participativo, basado en la celebración de los sentidos, del color, de la vida y de lo imaginario.»
Sus actos públicos en París, Nueva York, Kassel, Miami, Kansas City, Las Vegas, entre otros, han descubierto la obra de Miralda al público en general.
En 2018 el Ministerio de Cultura y Deporte le concedió el Premio Velázquez de Artes Plásticas.

## Proyectos seleccionados
- Soldats Soldés. París,1965-1973.
- París. La Cumparsita, coautor Benet Rossell. 1972.
- Miralda-Selz. Traiteurs Coloristes, coautor Dorothée Selz. París, 1967-1973.
- Cenotafios. París, 1969-1975.
- Patriotic Banquet. Nueva York, 1972-1973.
- Movable Feast. Nueva York, 1974.
- Fest für Leda. Dokumenta 6, Kassel, 1977.
- Charlie Taste Point. Berlín, 1979.
- Mona a Barcelona. Barcelona, 1980.
- Wheat & Steak. Kansas City, 1981.
- Santa Comida. New York, Miami, Barcelona, París, 1984-1989.
- El Internacional Tapas Bar & Restaurant, coautor Montse Guillén. Nueva York, 1984-1986.
- Honeymoon Project. Diversas localizaciones, 1986-1992.
- Sabores y Lenguas / Food Cultura. Diversas localizaciones, 1997-2007.
- Food Pavilion. Hannover, Expo2000.
- FoodCulturaMuseum. Barcelona, 2003-2007.
- Food. Ginebra, São Paulo, Marsella 2013-2014.

## Exposiciones Seleccionadas
- Institute of Contemporary Arts, London, 1966.
- Galerie Claude Givaudan, París (con Dorothée Selz), 1970.
- Hanover Gallery, London, 1970.
- Eat Art Gallery, Düsseldorf (con Dorothée Selz), 1971.
- Art Gallery of New South Wales, Sídney, 1973.
- Breadline, Contemporary Arts Museum, Houston, Texas, 1977.
- Nelson-Atkins Museum of Art, Kansas City, Misuri,1981.
- Fundació Joan Miró, Barcelona, 1988.
- Philadelphia Museum of Art, Philadelphia, 1990.
- Holly Solomon Gallery, New York, 1991.
- Palau de la Virreina, Barcelona, 1995.
- Fundació "la Caixa", Barcelona, 1995.
- Institut Valencia d’ Art Modern IVAM, Valencia, 1995.
- Galerie de France, París, 1997.
- Miami Art Museum, Miami, 1998.
- EXPO 2000, Hannover, 2000.
- Museo de Bellas Artes, Caracas, 2004.
- Museo de Arte Moderno de Buenos Aires, 2007.
- Power Food, Artium, Vitoria, 2008.
- Power Food, Es Baluard, Palma de Mallorca, 2009.
- Musée Intermational des Arts Modestes, Sète, 2009.
- De gustibus non disputandum, Palacio Velázquez. Museo Nacional Centro de Arte Reina Sofía, Madrid, 2010.